# 가오슝 첩운 소녀

가오슝 첩운 소녀, 왼쪽부터 제얼, 샤오충, 아멜리아, 나나

가오슝 첩운 소녀 또는 고첩소녀(중국어: 高捷少女, 병음: Gāo Jié Shàonǚ 가오제 사오누[*], 영어: K.R.T. Girls)는 중화민국 가오슝시의 지하철인 가오슝 첩운의 마스코트인 4명의 일본 애니메이션 스타일의 인물들을 지칭한다. 가오슝 첩운 소녀는 옌청푸 역의 역무원인 샤오충(小穹), 기관사인 아멜리아(艾米莉亞, Amelia), 정비사인 제얼(婕兒, Ann), 차내방송 아나운서인 나나(耐耐)로 이루어져 있다.
중화민국과 일본에서 유명한 "모에" 스타일으로 그려진 가오슝 첩운 소녀는 2014년 11월에 도입되었다. 음악, 포스터, 상품, 소셜 네트워크 서비스 등의 매체들을 통해 다양한 홍보 효과에 집중하고 있다. 가오슝 첩운 소녀가 등장하는 라이트 노벨과 비주얼 노벨 또한 제작되었다. 가오슝 첩운 승객들과 인터넷에서는 등장인물들을 긍정적으로 보았고, 많은 이들이 귀여움을 느꼈다. 애니메이션을 통한 상징적인 표현인 가오슝 첩운 소녀를 통해, 가오슝 첩운은 단 7개월 만에 약 2백만 신 대만 달러의 매출을 올렸다.

## 등장인물

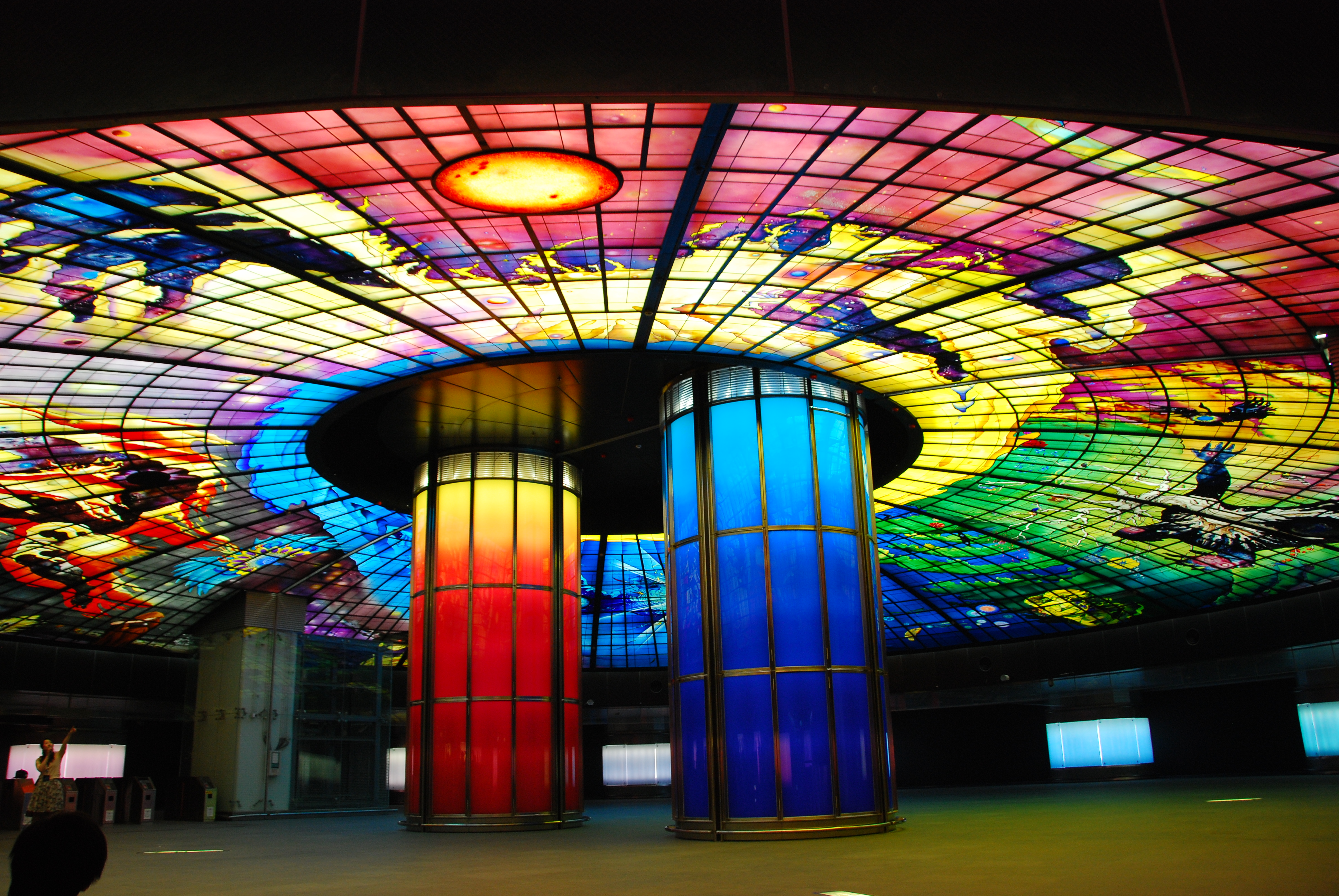
메이리다오 역의 광지궁정

가오슝 첩운 소녀는 네 명의 마스코트로 이루어져 있다. 공개된 순서대로 다음과 같다.
- 샤오충(小穹[3])은 가오슝 첩운 귤선에 위치한 옌청푸 역의 역무원이다.[4] 2014년 10월 가오슝의 독립 만화 및 비디오 게임 제작 행사에서 공개되었다.[4] 공식 설정에 따르면 키는 163센티미터, 몸무게는 45.625킬로그램이다.[4] 샤오충은 메이리다오 역의 유명한 "광지궁정(光之穹頂)"에서 영감을 얻은 독특한 머리띠를 하고 있다.[4] 샤오충은 가오슝 억양의 중화민국 국어로 말한다.[5]
- 아멜리아(艾米莉亞, Amelia 또는 Emelia[3][6])는 금발의 타이완-독일 혼혈인으로, 가오슝 첩운의 기관사이다.[6] 2014년 12월에 공개되었으며 중화민국의 인터넷에서 긍정적인 반응을 얻었다.[6]함대 컬렉션의 아타고(愛宕)와 디자인이 유사하다는 주장이 제기되었다.[6] 등신대 패널이 가오슝 첩운 홍선에 의치한 카이쉬안 역에 전시되었다.[6]
- 제얼(婕兒, Ann[3])은 철도 정비사이자 기계공이다.[1]
- 나나(耐耐[3])는 철도 아나운서이자 승무원이다.[1]

## 구상과 탄생

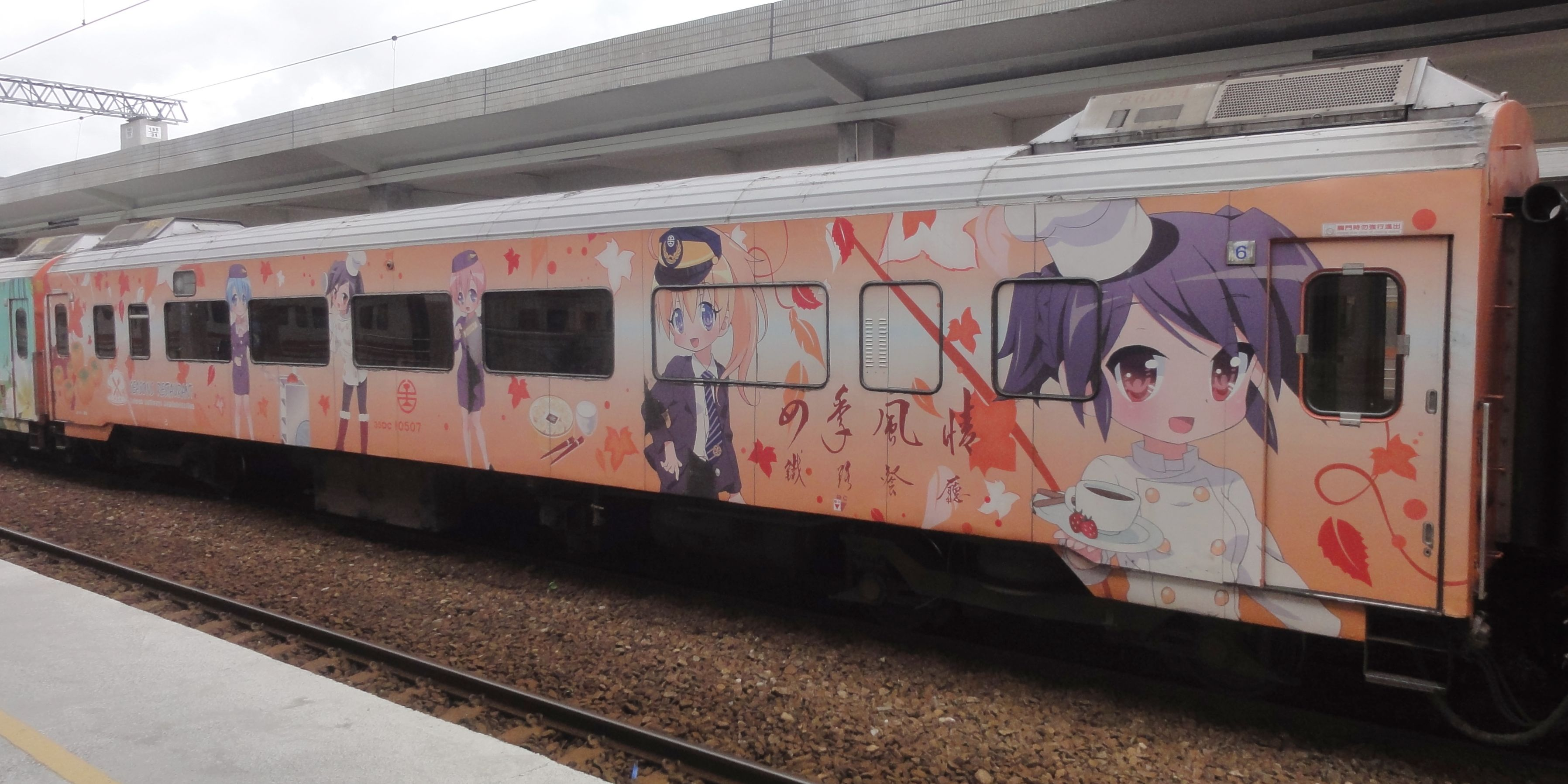
타이완 철로 관리국의 "타이완 철도 소녀" 가을 도장 차량(2013년)

가오슝 첩운 소녀 중 첫 번째인 샤오충은 2014년 10월 가오슝의 독립 만화 및 비디오 게임 제작 행사에서 공개되었다. 가오슝 첩운 소녀는 지하철을 홍보하고 수익을 늘리기 위해 가오슝 첩운 공사와 애니메이션 작가들의 조직 간의 협업으로 만들어졌다. 승객들의 긍정적인 평가에 이어, 등장인물들이 각각 다른 일자에 공개되었다.
등장인물들은 중화민국과 일본에서 점차 유명해지고 있는 "모에" 스타일으로 그려졌다. 가오슝 첩운 소녀는 일본의 인터넷에서도 긍정적인 반응을 얻었다. 2014년에 마스코트들이 공개되기 이전에도, 타이완 철로 관리국에서는 "타이완 철도 소녀(台灣鐵道少女)"라는 이름으로 5명의 애니메이션 등장인물을 통해, 홍보에 "모에" 마스코트들을 사용하고 있었다. 이는 마이크로소프트 실버라이트의 아이자와 히카루(藍澤光)와 같이, 동아시아에서 애니메이션 스타일의 인물을 통해 상품을 홍보하는 현상을 반영하고 있다. 가오슝 첩운 소녀의 구상을 담당한 Simon사는 가오슝 첩운 소녀 이전부터 핑둥현의 국립핑둥과기대학(國立屏東科技大學) 차량공학부 홍보를 위해 만든 에어(艾兒, Air) 등의 "모에" 인물 작업을 해왔다.
"앞으로! 가오슝 첩운 소녀!(前進吧！高捷少女！)"라는 이름의 홍보는 상업적으로 대성공을 거두었다. 중앙통신사에 따르면, 가오슝 첩운 소녀를 통해 단 7개월 만에 약 2백만 신 대만 달러의 매출을 냈으며, 지역의 비디오 게임 회사와 일본의 출판자들의 관심을 끌었다. 가오슝 첩운은 가오슝 첩운 소녀를 통한 공식 매출을 2015년 말까지 약 4백만 신 대만 달러로 집계해 발표했다.

## 홍보와 인기

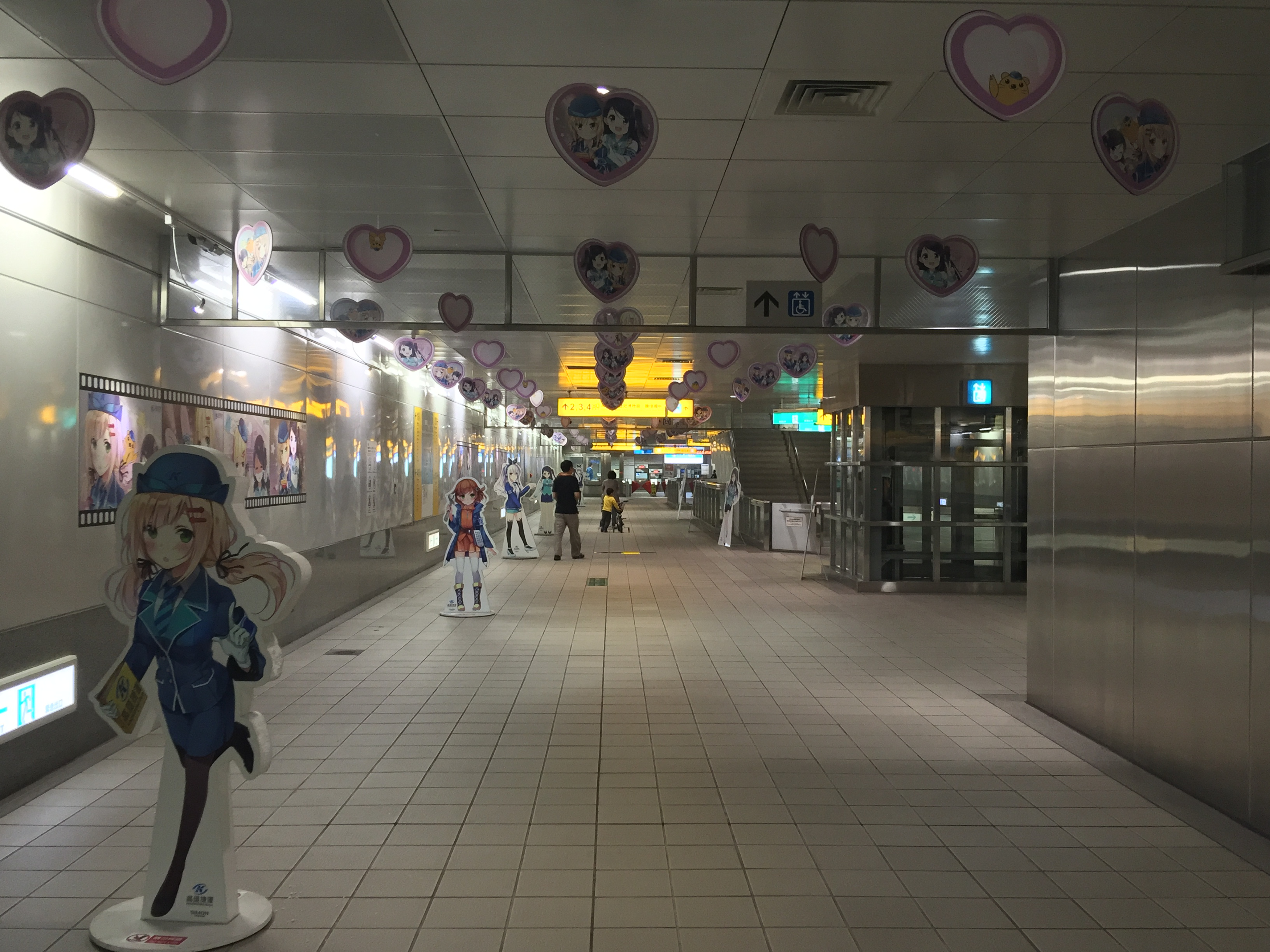
옌청푸 역의 패널(2015년)

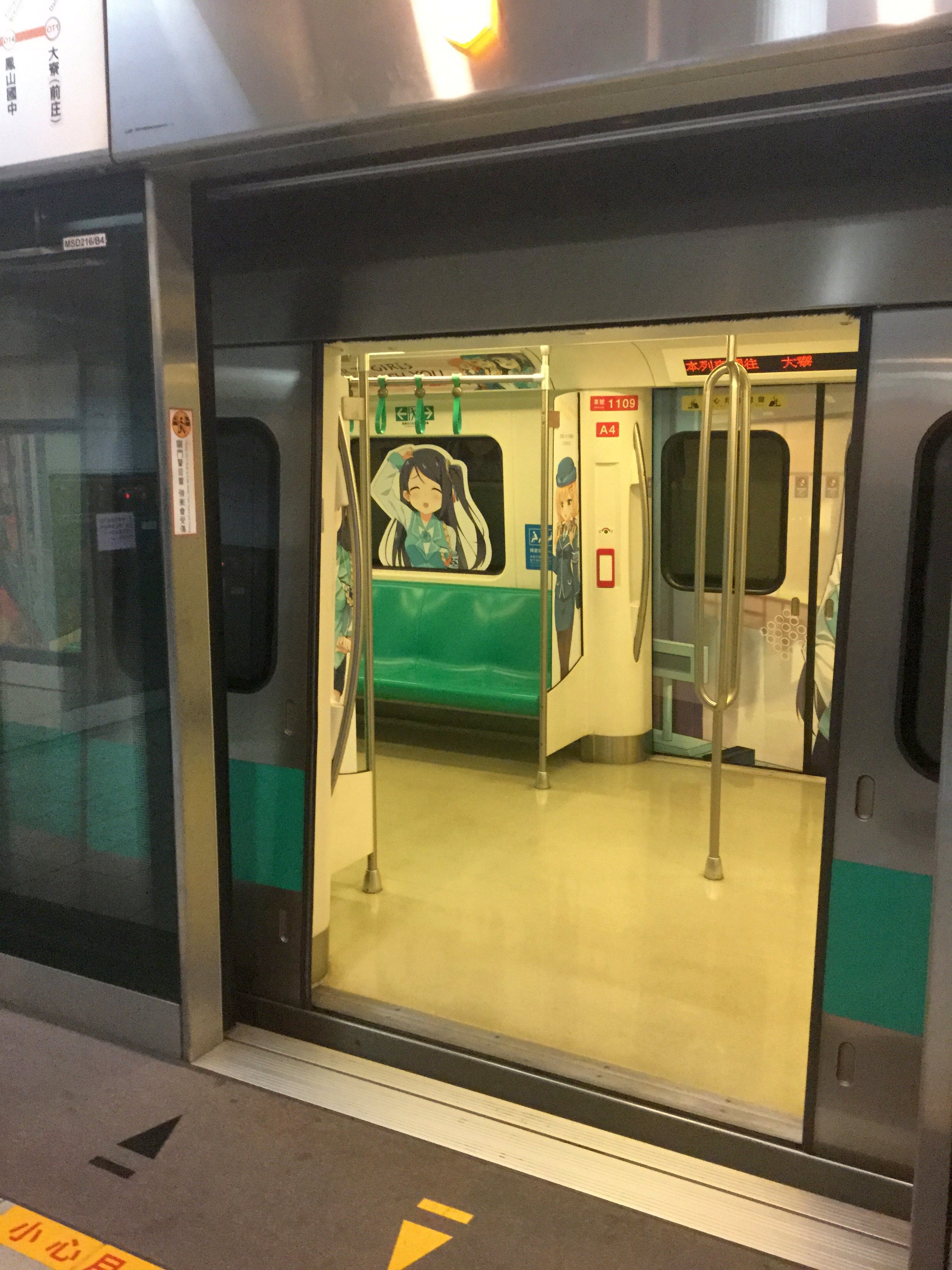
가오슝 첩운 소녀 도장 차량(2017년)

가오슝 첩운 소녀는 가오슝 첩운의 다양한 홍보와 공식 상품들에 등장해 왔다. 여기에는 지하철 에티켓을 내용으로 한 공익광고 포스터, 등신대 패널, 타이베이 타임스로부터 "이타샤 객차"라는 반응을 얻은 가오슝 첩운 귤선에서의 일시 도장 등이 있다. 특별 객차들의 시간표는 가오슝 첩운의 웹사이트에 공지되어 매일 갱신된다.
가오슝 첩운 소녀가 등장하는 다양한 상품들이 발매되어 왔다. 여기에는 가오슝 첩운 공사와 국립핑둥과기대학의 합작으로 판매된, 네 명의 등장인물이 그려진 쇼핑백, 배낭, 부채, 엽서, 책갈피, 배지 등이 있다. 가오슝 첩운 소녀가 등장하는 라이트 노벨이 일본의 GA문고(GA文庫)에서 2015년 9월에 온라인 출판되었고, 그해 말에 인쇄가 시작되었다. 가오슝 첩운 소녀의 공식 페이스북도 있다.
타이베이 타임스의 기사에 따르면, 샤오충이 등장하는 온라인 영상이 하루 만에 10,000개의 좋아요를 받았고, 댓글은 길게 이어졌다. 가오슝 첩운 공사는 등장인물들에 대한 온라인 토론과 반응을 긍정적으로 받아들이고 있으며, 다양한 의견과 시각은 팬들을 더 잘 이해할 수 있게 해 준다고 발표했다. 가오슝 첩운 소녀가 등장하는 비주얼 노벨인 앞으로! 가오슝 첩운 소녀 Initiating Station(前進吧！高捷少女 Initiating Station)은 2016년 1월 30일에 중화민국에서 발매되었다.

## 같이 보기
- 가오슝 첩운
- 모에화